# Manistee
Manistee – miasto w Stanach Zjednoczonych, w stanie Michigan. Miasto zamieszkuje 6597 mieszkańców (2006). 15 lipca 1940 zmarł tam Robert Pershing Wadlow, olbrzym.